# Sèrum de llet
El sèrum de llet, xerigot, serigot o sorigot és la part líquida i transparent que s'obté després de fer quallar la llet. És un subproducte de la fabricació de formatge o caseïna i té diversos usos comercials. El sèrum de llet dolç és un subproducte resultant de la fabricació de tipus de formatge dur fets amb quall, com el cheddar o els formatges suïssos. El sèrum de llet àcid (també conegut com a sèrum de llet agre) és un subproducte que s'obté durant la fabricació de productes lactis àcids, com el iogurt grec o colat.
A partir de deu litres de llet de vaca es poden produir de 8 a 9 litres de sèrum de llet i entre 1 i 2 kg de mató. El sèrum de llet és el conjunt de tots els components de la llet que no s'integren en la coagulació de la caseïna, mentre que el mató està compost en gran part de caseïna.

## Usos
La producció excessiva de sèrum en elaborar formatge ha estat sempre una preocupació i s'han inventat moltes maneres d'aprofitar-lo. Una de les més senzilles, casolana, és escalfar-lo per a precipitar-ne les proteïnes, i llavors premsar-lo o filtrar-lo. A moltes poblacions de Mèxic sol ser menjat immediatament després de salar-lo (i rep el nom de mató). Les seves aplicacions industrials solen venir un cop és deshidratat, quan és poc soluble. Durant l'evaporació (per a eliminar l'aigua) i l'aspersió (per a assecar-lo), pot perdre les seves propietats nutritives, de manera que el pH i la temperatura d'aquests dos processos han de ser vigilats amb cura durant l'assecament de l'extracte.

## Tipus
Segons la classe de llet (és a dir, l'espècie de la qual prové) es poden tenir dos classes de sèrum, classificades pel seu gust:
- El sèrum dolç, que prové de formatges coagulats amb rennina. Gran part d'aquest sèrum es compon de nitrogen no proteic (22% del total) i té una gran concentració de lactosa (aproximadament el 4,9% del sèrum); és el més ric en proteïnes (0,8%) però molt pobre en àcid làctic (0,15%). La resta del sèrum és un conjunt de sals, minerals i greixos que varien entre espècies, El pH oscil·la entre 6 i 6,2.
- El sèrum àcid, que prové de formatges coagulats amb àcid acètic. És el subproducte comú de la fabricació de formatge blanc i mató, i pel seu elevat pH (4,6) resulta corrosiu per als metalls. Conté una proporció més alta de nitrogen no proteic (27%) i té una menor concentració de lactosa (4,3%) perquè, com que prové de llets àcides, part de la lactosa es converteix en àcid làctic per fermentació. Per això, té més àcid làctic (0,75%). Degut a la desnaturalització, és més pobre en proteïnes (0,6%). Sol tenir una menor concentració de sals, minerals i greixos, amb una concentració que varia segons l'espècie.

Els lactats i els fosfats (sals molt comunes al sèrum) ajuden a mantenir l'equilibri acidobàsic i influeixen molt en les propietats del sèrum (estabilitat i precipitació tèrmica). El sèrum té una proporció baixa de proteïnes, però aquestes tenen més qualitat nutritiva que les caseïnes del formatge.

## Proteïnes
Les proteïnes del sèrum són compactes, globulars, amb un pes molecular que varia entre 14.000 i 1.000.000 de dàltons, i són solubles en un ample interval de pH (es mantenen intactes quan la llet es talla de manera natural, car no hi ha hagut presència de calor que desnaturalitzi les proteïnes). En estat natural no s'associen amb les caseïnes, però en les llets tractades tèrmicament i homogeneïtzades, una part de les proteïnes sí que ho fa. Les proteïnes del sèrum consten d'almenys vuit fraccions diferents, totes sensibles a temperatures altes (processos tèrmics), i per aquest motiu són les primeres a degradar-se en processos com ara la pasteurització o l'UHT. La raó per la qual la llet no es descompon quan no està refrigerada un cop se l'ha tractat tèrmicament és perquè les proteïnes del sèrum, en desnaturalitzar-se, alliberen un grup sulfhidril que redueix parcialment l'activitat oxidativa. Les proteïnes del sèrum més importants en la llet són:
- α-lactalbúmina: constitueix el sistema enzimàtic necessari per la síntesi de la lactosa. Les llets d'animals que no presenten aquesta proteïna tampoc no contenen lactosa. No posseeix sulfhidrils lliures però sí que té quatre disulfurs cedits per les cistines, de manera que conté 2,5 vegades més sofre que la caseïna. Té un baix pes molecular i un alt contingut en triptòfan. Es considera que els ocells i els bovins tenen mecanismes similars per a generar proteïnes semblants, car la seqüència d'aminoàcids de l'α-lactalbúmina és similar al lisozim de l'ou.[12] Es desnaturalitza a 63 °C.

- β-lactoglobulina: insoluble en aigua destil·lada i soluble en dilucions de sals, es desnaturalitza i precipita a menys de 73 °C (no resisteix la pasteurització). Aquesta proteïna no es troba a la llet humana, sent especialment abundant en els remugants, i és considerada la responsable de certes reaccions al·lèrgiques en els infants.[13] Existeixen tractaments industrials que permeten modificar els components de la llet de vaca per tal que s'assemblin als de la llet humana, i així poder donar-la als bebès. En aquests processos s'elimina aquesta proteïna per precipitació amb Polifosfats o per filtració en gel, per després mesclar-la amb altres components (caseïna, oli de soia, minerals, vitamines, lisozim, etc.).[14][15][16][17]

- Proteïna àcida del sèrum (WAP, en anglès): és un component de la llet que només es troba en el clade dels glirs, que agrupa els rosegadors i els lagomorfs, tot i que s'han trobat seqüències relacionades en el porc. Del fet que conté dominis similars a inhibidors de la proteasa s'observa que la seva funció és antimicrobiana i protectora de les mucoses orals.[18]

- Immunoglobulines: representen el 10% de les proteïnes del sèrum i provenen de la sang de l'animal. Pertanyen als tipus IgA i IgE i procedeixen de les cèl·lules plasmàtiques del teixit conjuntiu de la mama. Alguns científics hi veuen la raó de ser de la llet, car permeten transmetre certa immunitat a la cria (principalment la memòria de les malalties que ha patit la mare). Solen ser molt abundants en el calostre (fins a 100 g/L).